# 安東尼奧·盧帕泰利
安東尼奧·盧帕泰利（Antonio Lupatelli、1930年—2018年5月18日）是義大利插畫師、漫畫藝術家和作家，並以托尼·沃爾夫（Tony Wolf）的筆名創作《企鵝家族》。安東尼奧·盧帕泰利以兒童文學的插圖而聞名於世。
後來改編腳本家馬卓拉（Silvio Mazzola）、導演古特曼（Otmar Gutman）盧帕泰利的作品《企鵝家族》成為繪本。
2018年5月18日，安東尼奧·盧帕泰利在義大利去世。